# لاهوشس
لاهوشس (به چکی: Lahošť) یک منطقهٔ مسکونی در جمهوری چک است که در ناحیه تپلیتسه واقع شده‌است. لاهوشس ۳٫۰۲ کیلومتر مربع مساحت و ۵۶۶ نفر جمعیت دارد و ۲۱۳ متر بالاتر از سطح دریا واقع شده‌است.